# Leah Pipes
Leah Marie Pipes (Los Ángeles, California; 12 de agosto de 1988) es una actriz estadounidense, más conocida por la serie de televisión Life Is Wild, la versión de la película Sorority Row y su participación principal por ser la primera humana que sobrevivió tanto tiempo en "The Originals ".

## Vida y carrera
Leah nació y se crio en Los Ángeles (California). Comenzó a actuar en la serie Ángel en 2001. Era regular en la serie de televisión Lost at Home y apareció en la película de Disney Pixel Perfect como Samantha Jacobs. Actuó en la película Fingerprints en 2006 (pero fue publicada en 2008). Leah también ha aparecido en Crossing Jordan y Drake & Josh. También apareció en Clubhouse como Jessie.
Actuó en la película de fútbol, Her Best Move. Apareció en Odd Girl Out y otras películas de bajo presupuesto. 
En la temporada 2007-2008, Leah protagonizó la serie drama Life Is Wild. También obtuvo un papel recurrente en la serie Terminator: The Sarah Connor Chronicles como Jody. Interpreta a Beth en la serie de la ABC The Deep End, que se estrenó el 21 de enero de 2010.
Su primera película importante fue Sorority Row (2009).
Interpretó a Miranda en el primer episodio de Law & Order: LA. También interpretó a Alexis en el primer episodio de The Defenders. En 2012 empezó a filmar junto con Mischa Barton y Ryan Eggold el thriller sobrenatural de la novela de Mark Edwin Robinson Into the Dark.
Ha protagonizado con E.J. Bonilla la película romántica Musical Chairs, sobre una pareja que participa en un baile de salón en silla de ruedas. Se estrenó en cines el 23 de marzo de 2012.
El 11 de febrero de 2013, se anunció que Leah Pipes estará en la serie de televisión de la CW, The Originals (spinoff de The Vampire Diaries) como la humana Camille.

## Filmografía

### Películas
| Año  | Título              | Personaje       | Notas                  |
| ---- | ------------------- | --------------- | ---------------------- |
| 2004 | Pixel Perfect       | Samantha        | Protagonista           |
| 2005 | Odd Girl Out        | Stacy Larson    | Protagonista           |
| 2005 | Fertile Ground      | Tess            | Película de televisión |
| 2006 | Fingerprints        | Melanie         | Protagonista           |
| 2007 | Her Best Move       | Sara Davis      | Protagonista           |
| 2009 | Sorority Row        | Jessica Pierson | Protagonista           |
| 2009 | Fault Line          | Leah            | Secundario             |
| 2011 | Conception          | Carla           | Secundario             |
| 2012 | Into the Dark       | Astrid Daniels  | Protagonista           |
| 2012 | Musical Chairs      | Mia             | Protagonista           |
| 2013 | Dirty Little Secret | Katie           | Película de televisión |
| 2014 | The Devil's Hand    | Sarah           | Secundario             |
| 2016 | Change of Heart     | Diane           | Película de televisión |

### Series de televisión
| Año         | Título                                  | Personaje         | Notas                                                     |
| ----------- | --------------------------------------- | ----------------- | --------------------------------------------------------- |
| 2001        | Angel                                   | Stephanie Sharp   | 2 episodios                                               |
| 2003        | Lost at Home                            | Sara Rouse        | 4 episodios                                               |
| 2004        | Clubhouse                               | Jessie            | 4 episodios                                               |
| 2004        | Drake & Josh                            | Mandi             | 1 episodio                                                |
| 2005        | Malcolm in the Middle                   | Stephanie         | 1 episodio                                                |
| 2006        | Shark                                   | Jordan Metcalfe   | 1 episodio                                                |
| 2006        | Bones                                   | Kelly Morris      | 1 episodio                                                |
| 2007        | Crossing Jordan                         | Melissa Ripton    | 1 episodio                                                |
| 2007 — 2008 | Life Is Wild                            | Katie Clarke      | 12 episodios                                              |
| 2008        | Terminator: The Sarah Connor Chronicles | Jody              | 2 episodios                                               |
| 2008        | Ghost Whisperer                         | Kylie             | 1 episodio                                                |
| 2010        | Law & Order: LA                         | Miranda           | 1 episodio                                                |
| 2010        | The Defenders                           | Alexis            | 1 episodio                                                |
| 2010        | The Deep End                            | Beth Branford     | 6 episodios                                               |
| 2013        | Glee                                    | Electra           | 1 episodio                                                |
| 2013        | The Vampire Diaries                     | Camille O'Connell | 1 episodio                                                |
| 2013 — 2018 | The Originals                           | Camille O'Connell | Elenco principal (Temporada 1-3) Invitada (Temporada 4-5) |
| 2019        | Charmed                                 | Fiona Callahan    | 8 episodios                                               |

### Cortometrajes
| Año  | Título                        | Personaje |
| ---- | ----------------------------- | --------- |
| 2009 | Fault Line                    | Leah      |
| 2011 | Literally, Right Before Aaron | Leah      |
| 2015 | Heatstroke                    | Claire    |

### Vídeos musicales
| Año  | Título     | Notas   |
| ---- | ---------- | ------- |
| 2009 | Get U Home | Shwayze |